# Peter Faulstich
Peter Faulstich (* 12. Juni 1946 in Frankfurt am Main; † 27. Januar 2016) war ein deutscher Erziehungswissenschaftler und Professor für Erwachsenenbildung/Weiterbildung an der Universität Hamburg.

## Leben und Wirken
Peter Faulstich studierte 1967–1976 Stadt- und Regionalplanung, Bildungsökonomie, Pädagogik und Soziologie an der TU Berlin. Er wurde 1975 promoviert mit einer Arbeit über Bildungsplanung im Interessenkonflikt und habilitierte sich 1977 in Erziehungswissenschaft an der TU Berlin. Von 1978 bis 1992 war er Leiter der Kontaktstelle für wissenschaftliche Weiterbildung an der Gesamthochschule Kassel, von 1992 an Leiter des Zentrums für Wissenschaftstransfer und außerplanmäßiger Professor für Berufspädagogik an der Gesamthochschule Kassel. Seit 1995 war er Professor für Erwachsenenbildung/Weiterbildung an der Universität Hamburg. Bekannt wurde er durch seine subjekttheoretischen Arbeiten zur Erwachsenenbildung sowie zur beruflichen und betrieblichen Weiterbildung.
Er war von 1995 bis 1999 Vorsitzender der Kommission Erwachsenenbildung der Deutschen Gesellschaft für Erziehungswissenschaft und von 2002 bis 2008 Vorsitzender der Deutschen Gesellschaft für wissenschaftliche Weiterbildung (vormals: Arbeitskreis Universitäre Erwachsenenbildung).
Faulstich war verheiratet mit Hannelore Faulstich-Wieland und hatte zwei Kinder.

## Werke (Auswahl)
- (mit Faulstich-Wieland, H. (Hrsg.)): Erziehungswissenschaft – Ein Grundkurs. rowohlt. Reinbek 2008.
- (mit Faulstich-Wieland, H.): BA-Studium Erziehungswissenschaft. rowohlt. Reinbek 2006.
- (Hrsg.): Öffentliche Wissenschaft. Neue Perspektiven der Vermittlung in der wissenschaftlichen Weiterbildung. Transcript, Bielefeld 2006, ISBN 978-3-89942-455-3.
- Weiterbildung. München 2003.
- (mit Zeuner, Chr.): Erwachsenenbildung. Weinheim 1999.
- Strategien betrieblicher Weiterbildung. Kompetenz und Organisation. München 1998.